# Sophia Smith
Sophia Smith, född 10 augusti 2000, är en amerikansk professionell fotbollsspelare från Windsor, Colorado. Smith spelar som forward för Portland Thorns FC i National Women's Soccer League och USA:s damlandslag.

## Amatörkarriär
Som amatör spelade Smith för fotbollslaget Stanford Cardinal  i division 1 vid Stanford University i Stanford, Kalifornien. Hon ledde sitt lag till ett nationellt mästerskap 2019. Under säsongen 2019 gjorde hon 17 mål och 9 assist på 21 matcher. Smith vann flera utmärkelser under sin collegekarriär och lagutmärkelser i flera turneringar. 2020 valdes hon som först spelare totalt i NWSL 2020 draft till Portland Thorns.

## Klubbkarriär
Smith har spelat fyra säsonger med Portland Thorns, en professionell damfotbollsklubb i amerikanska förstaligan; National Women's Soccer League. Under slutspelet 2022 vann laget mästerskapet och hon utsågs till säsongens "Most Valuable Player" (MVP) i ligan.
2023 vann Sophia Smith NWSL Golden Boot som främsta målgörare med 11 mål och 5 assist på 17 matcher. 1 april 2023 gjorde hon sitt första professionella hattrick mot Kansas City Current. Hon hedrades med utmärkelsen månadens spelare i NWSL och blev uttagen till månadens bästa elva i NWSL för mars-april. I juni 2023 utsågs Smith till månadens spelare i NWSL för andra gången under säsongen 2023.
2024 skrev Smith på en 2-årig förlängning med Portland Thorns. Med det nya kontraktet blev hon den bästa betalda spelaren i NWSL vid tidpunkten för undertecknandet. Sophia Smith nominerades 2023 och 2024 till Ballon d'Or Féminin. 2023 slutade hon på 25:e plats i rankingen.

## Landslagskarriär
2016 spelade Smith i FIFA U-17 World Cup och 31 mars 2017 kallades hon till seniorlandslaget.
Sophia Smith gjorde amerikansk landslagsdebut 27 november 2020 i matchen mot Nederländerna i Breda, Nederländerna. Därmed blev hon den första spelaren i seniorlandslaget som är född på 2000-talet.
Smith startade alla fem matcherna för USA vid 2022 Concacaf (The Confederation of North, Central America and Caribbean Association Football) W Championship.
Smith blev uttagen i truppen för att spela i Världsmästerskapet i fotboll för damer 2023 i Australien och Nya Zeeland. I den första gruppspelsmatchen där USA mötte Vietnam, gjorde hon sitt första VM-mål. Hon var inblandad i matchens samtliga tre mål och utnämndes till matchens bästa spelare.
2024 inkluderades Smith i CONCACAF W Gold Cup 2024. USA fortsatte med att vinna turneringen. Smith deltog även i turneringen SheBelieves Cup 2024 där hon gjorde två mål i finalen och utsågs till turneringens MVP.
Hon var en del av det amerikanska laget som vann guld vid olympiska sommarspelen 2024 i Paris efter att ha besegrat Brasilien i finalen.

## Klubbstatistik
| klubb           | Säsong         | Liga           | Liga | Liga | Kopp | Kopp | Slutspel | Slutspel | andra | andra | Totalt | Totalt |
| klubb           | Säsong         | Division       | SM   | Mål  | SM   | Mål  | SM       | Mål      | SM    | Mål   | SM     | Mål    |
| --------------- | -------------- | -------------- | ---- | ---- | ---- | ---- | -------- | -------- | ----- | ----- | ------ | ------ |
| Portland Thorns | 2020           | NWSL           | -    | -    | 0    | 0    | -        | -        | 4     | 1     | 4      | 1      |
| Portland Thorns | 2021           | NWSL           | 21   | 7    | 3    | 0    | 1        | 0        | -     | -     | 25     | 7      |
| Portland Thorns | 2022           | NWSL           | 18   | 14   | 5    | 3    | 2        | 1        | -     | -     | 25     | 18     |
| Portland Thorns | 2023           | NWSL           | 17   | 11   | 2    | 0    | 1        | 0        | -     | -     | 20     | 11     |
| Portland Thorns | 2024           | NWSL           | 17   | 11   | 1    | 0    | -        | -        | -     | -     | 18     | 11     |
| Karriär totalt  | Karriär totalt | Karriär totalt | 73   | 43   | 11   | 3    | 4        | 1        | 4     | 1     | 92     | 48     |

Från och med den 27 oktober 2024
1. ^ Inkluderar NWSL Challenge Cup (Kopp)
2. ^ Inkluderar NWSL-slutspel (Slutspel)
3. ^ NWSL höstserien (0ther)

## Landslagsstatistik
| Säsong            | Nivå   | SM | Mål | Konkurrens                           |
| ----------------- | ------ | -- | --- | ------------------------------------ |
| 2024              | Senior | 2  | 2   | SheBelieves Cup                      |
| 2024              | Senior | 6  | 3   | Vänskapsmatcher kvinnor              |
| 2024              | Senior | 6  | 3   | olympiska sommarspelen 2024          |
| 2024              | Senior | 6  | 1   | 2024 Concacaf W Gold Cup             |
| 2023              | Senior | 5  | 2   | Concacaf VM-kval för damer           |
| 2023              | Senior | 7  | 1   | Vänskapsmatcher kvinnor              |
| 2023              | Senior | 4  | 2   | 2023 FIFA World Cup för damer        |
| 2022              | Senior | 3  | 0   | SheBelieves Cup 2022                 |
| 2022              | Senior | 9  | 9   | Vänskapsmatcher kvinnor              |
| 2021              | Senior | 2  | 0   | SheBelieves Cup 2021                 |
| 2021              | Senior | 7  | 1   | Vänskapsmatcher kvinnor              |
| 2020              | Senior | 1  | 0   | Vänskapsmatcher kvinnor              |
| 2020              | u20    | 3  | 0   | Concacaf damer U20                   |
| 2018              | u20    | 4  | 1   | Concacaf damer U20                   |
| 2018              | u20    | 6  | 6   | U20-landslaget vänskapsmatcher damer |
| 2018              | u20    | 3  | 4   | Sud Ladies Cup                       |
| 2018              | u20    | 3  | 3   | Sud Ladies CupFIFA U20-VM för damer  |
| 2017              | u20    | 2  | 2   | U20-landslaget vänskapsmatcher damer |
| 2017              | u19    | 2  | 0   | U19-landslaget vänskapsmatcher damer |
| 2016              | u17    | 3  | 0   | FIFA U17-VM för damer                |
| totalt som Senior |        | 58 | 24  |                                      |
| totalt            | 83     | 40 |     |                                      |

Team (USA); Förenta staternas damlandslag
Data från Fotmob och fbref  as of 27 oktober 2024